# Cañón de Santa Rosa

## Localización
El Cañón de Santa Rosa se localiza en el frente Este de la Sierra Madre Oriental, en la región que comunica a los municipios de Iturbide y Linares, en Nuevo León, y se interna en ella aproximadamente 50 km en dirección al Oeste, casi perpendicular a su rumbo general de NNW-SSE. El área se enmarca entre las coordenadas 24°43′ y 24°46′  de Latitud Norte y 99°42′ y 99°55′ de Longitud Oeste (De León Gutiérrez, Fig. 1-1 pág. 4).

## Geología
El cañón de Santa Rosa es a su vez parte del cañón de Iturbide, un conjunto de sierras plegadas de origen sedimentario que abarcan parte de los municipios de Iturbide, Galeana y Linares. La geología del área está constituida por una serie de capas de rocas sedimentarias de naturaleza calcárea, plegadas en crestas y senos sinclinares, que emergieron del lecho marino durante el Cretácico superior.
El arroyo Santa Rosa durante tiempos de intensas precipitaciones, y por lo tanto de alta energía fluvial, trasladó sedimentos sueltos compuestos de bloques, gravas, arenas y limos con lo que se formaron las llamadas terrazas fluviales, posteriormente erosionadas y cortadas por el mismo o diferentes causes.
A lo largo del cañón de Santa Rosa se dieron las condiciones propicias para el desarrollo de cuencas lacustres. Los sitios donde se desarrollaron los paleolagos  son Iturbide, El Calabozo y Los Pinos.
Los sedimentos del paleolago de Iturbide se localizan al oriente de la cabecera municipal, y actualmente su superficie se encuentra ocupada por instalaciones deportivas, escolares, un cementerio y casas habitación.
En este cañón se identificaron algunos restos fósiles de plantas y de un molar de mastodonte (muy mal conservado).

## Hidrografía
El arroyo de Santa Rosa inicia en los alrededores del valle de San Pedro de Iturbide y baja por todo el Cañón con dirección constante Oeste-Este, a lo largo de más de 27 km, desde 1360 hasta 550 m.s.n.m. En la región de las Crucitas cambia abruptamente de dirección hacia el  sur, donde se le conoce como Arroyo Seco (ver Fig. 1.1). Posteriormente se une con el Río Pablillo en la localidad de Caja Pinta, Linares, N.L.
Este arroyo presenta un caudal muy pequeño e intermitente en San Pedro de Iturbide y es alimentado por pequeños manantiales a lo largo del área urbana, pero se infiltra o desaparece aproximadamente seis kilómetros más abajo, en las cercanías de El Calabozo. Dicho caudal puede aumentar temporalmente por escurrimientos después de las lluvias de verano, a la altura del Puente de Santa Rosa y en la localidad conocida como Volcán de Jaures.

## Vía de comunicación por el cañón de Santa Rosa
Desde que se tiene registro, la principal vía de comunicación entre las regiones norte y sur del Estado de Nuevo León a través de la Sierra Madre Oriental ha sido por el cañón de Santa Rosa.
Saul Balderas Peña, en su historia sobre Galeana, afirma que para 1650 ya existía el camino que sale del puerto de Pastores hacia el cañón, pero que en realidad para entonces éste ya había sido “descubierto” por los indígenas guachichiles.
Fray Simón del Hierro menciona dos de las veces que pasó por la boca o cañón de Santa Rosa al ir desde la misión de San Cristóbal (ahora Hualahuises) hacia San Pablo de Labradores (hoy Galeana). La primera fue el 14 de enero de 1744, cuando durmió en “el ojo de agua de San Pedro”, hoy San Pedro de Iturbide, y la segunda el 27 de febrero de 1747, cuando durmió en Los Pinos.
Después de lograda la independencia nacional, en 1829 el gobierno municipal de San Pablo de Labradores reparó el camino que iba por el cañón de Santa Rosa para Linares.
El 20 de diciembre de 1846 un grupo de pobladores de los hoy municipios de Iturbide, Galeana y Rayones, al mando del alférez Francisco Martínez Salazar, sin más armas que unos cuantos rifles y las rocas que aflojaron de la cima de la sierra, sorprendieron a los rifleros del Misisipi y voluntarios de Texas que avanzaban por el cañón bajo las órdenes del coronel Nay.
Al joven Mariano Escobedo de la Peña le tocó capturar al coronel Nay y a 37 soldados en la boca poniente del cañón, a la entrada de la congregación de San Pedro (hoy villa de San Pedro de Iturbide).
Hay quien afirma que Nay avergonzado de esta derrota se rapó la barba.
Para mediados de ese siglo lo mismo pasaban por este camino arrieros que quienes conducía prisioneros de Linares a San Luis Potosí o transportaban el correo, ya fuera como servicio de posta o pie a tierra.
El 26 de junio de 1862 se extendió por duplicado en la cima de la Florida, jurisdicción de Linares, documento en que se hacen constar los límites entre dicho municipio y el de Iturbide.
Hasta 1882 sólo se tuvo camino de herradura desde San Pedro hasta la boca de Santa Rosa en Linares, por entonces se realizaron los trabajos para tener “comunicación de rueda”.
Durante la guerra civil que siguió a la Revolución mexicana (1915) pasaban “infinidad de revolucionarios” por el cañón.
En 1950, al celebrar Iturbide el centenario como municipio independiente del de Galeana, el gobernador Ignacio Morones Prieto se comprometió a corregir el trazo y pavimentar la carretera hasta San Roberto en ese último municipio, lo que se concluyó para principios de la década siguiente.

## Recursos  Turísticos
Actualmente ésta es la Carretera Federal n.º 58, transitable todo el tiempo, y se encuentra en forma casi paralela al cauce del Arroyo Santa Rosa. (de León, p. 3) Es considerada carretera escénica de Nuevo León pues, en su ascenso por el Cañón desde la Planicie del Golfo hacia las Llanuras del Norte rumbo al Altiplano Mexicano, presenta toda una variedad de ecosistemas: matorrales submontanos, álamos de río, encinares, bosques mixtos de encino y pino, pinares, y altísimas paredes calizas tapizadas de agaves, cactáceas y chamal. El aficionado al ecoturismo con un poco de suerte podrá también observar: halcones cola roja, auras, mosqueros, trogones, etc.  (Rumbo a la Sierra Madre AC, Cañón de Jaures)
Como ya se dijo, después de la temporada de lluvias surge en el kilómetro 26 el Volcán de Jaures, se puede llegar a él bajando de la carretera unos cuantos metros por el camino de terracería que va para Rancho Viejo y La Palma.
En el kilómetro 32 se encontraba un mural de 650 metros cuadrados, “El Flechador del Sol”, del escultor Federico Cantú, desgraciadamente se derrumbó en junio del 2002 y sólo quedaron fragmentos de la parte inferior. 
Un problema actual es el grafiti, pues hay quienes visitan estos parajes para dañarlos, no para disfrutarlos y aprender.